# Campeonato Mundial de Patinaje de Velocidad sobre Hielo en Distancia Individual de 2012
El XIV Campeonato Mundial de Patinaje de Velocidad sobre Hielo en Distancia Individual se celebró en Heerenveen (Países Bajos) entre el 22 y el 25 de marzo de 2012 bajo la organización de la Unión Internacional de Patinaje sobre Hielo (ISU) y la Federación Neerlandesa de Patinaje sobre Hielo.
Las competiciones se realizaron en el estadio Thialf de la ciudad holandesa.

## Medallistas

### Masculino
| Evento                          | Oro                                                                   | Plata                                                         | Bronce                                                            |
| ------------------------------- | --------------------------------------------------------------------- | ------------------------------------------------------------- | ----------------------------------------------------------------- |
| 500 m (25.03)                   | Mo Tae-Bum Corea del Sur 69,64 s                                      | Michel Mulder · Países Bajos · 69,65 s                        | Pekka Koskela · Finlandia · 69,82 s                               |
| 1000 m (23.03)                  | Stefan Groothuis · Países Bajos · 1:08,57                             | Kjeld Nuis · Países Bajos · 1:08,79                           | Shani Davis Estados Unidos 1:08,83                                |
| 1500 m (22.03)                  | Denny Morrison · Canadá · 1:46,44                                     | Ivan Skobrev · Rusia · 1:46,49                                | Håvard Bøkko · Noruega · 1:46,50                                  |
| 5000 m (23.03)                  | Sven Kramer · Países Bajos · 6:13,87                                  | Bob de Jong · Países Bajos · 6:15,26                          | Jonathan Kuck Estados Unidos 6:16,28                              |
| 10 000 m (24.03)                | Bob de Jong · Países Bajos · 12:53,91                                 | Jorrit Bergsma · Países Bajos · 12:57,71                      | Jonathan Kuck Estados Unidos 13:12,66                             |
| Persecución por equipos (25.03) | Sven Kramer · Koen Verweij · Jan Blokhuijsen · Países Bajos · 3:41,43 | Shani Davis Brian Hansen Jonathan Kuck Estados Unidos 3:43,42 | Ivan Skobrev · Denis Yuskov · Yevgueni Lalenkov · Rusia · 3:43,62 |

### Femenino
| Evento                          | Oro                                                                     | Plata                                                                     | Bronce                                                                       |
| ------------------------------- | ----------------------------------------------------------------------- | ------------------------------------------------------------------------- | ---------------------------------------------------------------------------- |
| 500 m (25.03)                   | Lee Sang-Hwa Corea del Sur 75,69 s                                      | Yu Jing China 76,12 s                                                     | Thijsje Oenema · Países Bajos · 76,28 s                                      |
| 1000 m (24.03)                  | Christine Nesbitt · Canadá · 1:15,16                                    | Yu Jing China 1:15,98                                                     | Margot Boer · Países Bajos · 1:16,16                                         |
| 1500 m (23.03)                  | Christine Nesbitt · Canadá · 1:56,07                                    | Ireen Wüst · Países Bajos · 1:56,40                                       | Linda de Vries · Países Bajos · 1:57,08                                      |
| 3000 m (22.03)                  | Martina Sáblíková · República Checa · 4:01,88                           | Stephanie Beckert · Alemania · 4:04,09                                    | Ireen Wüst · Países Bajos · 4:04,87                                          |
| 5000 m (24.03)                  | Martina Sáblíková · República Checa · 6:50,46                           | Stephanie Beckert · Alemania · 6:56,64                                    | Claudia Pechstein · Alemania · 7:04,01                                       |
| Persecución por equipos (25.03) | Ireen Wüst · Diane Valkenburg · Linda de Vries · Países Bajos · 2:59,70 | Brittany Schussler · Christine Nesbitt · Cindy Klassen · Canadá · 3:00,51 | Natalia Czerwonka · Katarzyna Woźniak · Luiza Złotkowska · Polonia · 3:03,32 |

## Medallero
| Núm. | País            | Oro | Plata | Bronce | Total |
| ---- | --------------- | --- | ----- | ------ | ----- |
| 1    | Países Bajos    | 5   | 5     | 4      | 14    |
| 2    | Canadá          | 3   | 1     | 0      | 4     |
| 3    | Corea del Sur   | 2   | 0     | 0      | 2     |
| 3    | República Checa | 2   | 0     | 0      | 2     |
| 5    | Alemania        | 0   | 2     | 1      | 3     |
| 6    | China           | 0   | 2     | 0      | 2     |
| 7    | Estados Unidos  | 0   | 1     | 3      | 4     |
| 8    | Rusia           | 0   | 1     | 1      | 2     |
| 9    | Finlandia       | 0   | 0     | 1      | 1     |
| 9    | Noruega         | 0   | 0     | 1      | 1     |
| 9    | Polonia         | 0   | 0     | 1      | 1     |
|      | TOTAL           | 12  | 12    | 12     | 36    |